# Ментон (Індіана)
Ментон (англ. Mentone) — місто (англ. town) в США, в окрузі Косцюшко штату Індіана. Населення — 943 особи (2020).

## Географія
Ментон розташований за координатами 41°10′26″ пн. ш. 86°2′18″ зх. д. / 41.17389° пн. ш. 86.03833° зх. д. (41.173818, -86.038439).  За даними Бюро перепису населення США в 2010 році місто мало площу 1,54 км², з яких 1,51 км² — суходіл та 0,03 км² — водойми.

## Демографія
Згідно з переписом 2010 року, у місті мешкала 1001 особа в 369 домогосподарствах у складі 267 родин. Густота населення становила 649 осіб/км².  Було 423 помешкання (274/км²).
Расовий склад населення:
| - 94,1 % — білих - 0,8 % — корінних американців - 0,3 % — чорних або афроамериканців - 3,1 % — осіб інших рас |

До двох чи більше рас належало 1,7 %. Частка іспаномовних становила 4,8 % від усіх жителів.
За віковим діапазоном населення розподілялося таким чином: 28,8 % — особи молодші 18 років, 60,0 % — особи у віці 18—64 років, 11,2 % — особи у віці 65 років та старші. Медіана віку мешканця становила 31,2 року. На 100 осіб жіночої статі у місті припадало 98,6 чоловіків;  на 100 жінок у віці від 18 років та старших — 93,2 чоловіків також старших 18 років.
Середній дохід на одне домашнє господарство  становив 51 608 доларів США (медіана — 43 482), а середній дохід на одну сім'ю — 59 616 доларів (медіана — 53 409). За межею бідності перебувало 11,9 % осіб, у тому числі 14,9 % дітей у віці до 18 років та 9,2 % осіб у віці 65 років та старших.
Цивільне працевлаштоване населення становило 410 осіб. Основні галузі зайнятості: виробництво — 39,3 %, освіта, охорона здоров'я та соціальна допомога — 14,1 %, роздрібна торгівля — 13,7 %.